# Silkolene Honda Motocross GP
Silkolene Honda Motocross GP es un videojuego de carreras de motocicletas de 1999 desarrollado por The Dawn Interactive y publicado por Midas Interactive Entertainment y 1C Company para Windows.

## Jugabilidad
Silkolene Honda Motocross GP es un simulador de motocross que se sitúa entre ser un simulador básico y un corredor arcade. Se tiene la opción de modificar cada aspecto de la moto, e incluso se tienen opciones en el juego como simulación de giro (el control de la rotación de la moto en el aire) usando el acelerador/freno e inclinando la moto, pero las carreras en sí son un asunto arcádico bastante simple.
Se incluyen 12 pistas diferentes y 3 clases de motos, y soporte para carreras rápidas, torneos y multijugador. El juego utiliza gráficos acelerados en 3D totalmente poligonales y tiene la habitual cantidad de efectos de sonido que van desde efectos climáticos hasta destellos de lentes, iluminación de colores, etc.